# 藤原岳志
藤原 岳志（ふじわら たけし、1983年6月17日 - ）は、長崎県出身のバスケットボール選手である。ポジションはガード。身長183cm、体重77kg。
現在はラ・サール学園寮舎監として同学園に勤務している。

## 来歴
鹿屋体育大学を卒業後、2008年にレノヴァ鹿児島に入団。
その後、2012年に兵庫ストークスに移籍。
2014年に引退。
2017年よりラ・サール学園寮の舎監として勤務している。

## 経歴
- 長崎市立橘小学校 - 長崎市立橘中学校 - 長崎東高等学校 - 鹿屋体育大学 - レノヴァ鹿児島（2008-12） - 兵庫ストークス（2012-2014）